# Jiří-Družba
Jezero Jiří – Družba vznikne spojením a zatopením zbytkových jam po těžbě v lomech Jiří a Družba po ukončení těžby v roce 2038.
Napouštění bude prováděno gravitačním řadem z Ohře poblíž Královského Poříčí. V rámci rekultivací a revitalizací se předpokládá dosypání dna pro utěsnění uhelných vrstev, zabezpečení stability řezů, srovnání terénu, ochrana břehů. Dno bude na kótě 300 m n. m. Dotace vody z Ohře bude v množství 1–2 m³/s, předpokládaná doba napouštění závislá na průtoku činí 8–15 let. Po napuštění by vznikla po Vodní nádrži Orlík druhá nejobjemnější vodní plocha v Česku.